# 潘成英
潘成英（1966年—），四川甘洛人，彝族，中华人民共和国政治人物、第十二届全国人民代表大会四川地区代表。
毕业于四川省委党校经济管理专业。現任四川省凉山彝族自治州甘洛县饮食服务有限责任公司帝都酒店总经理、甘洛县喜洋洋双语幼儿园董事长。加入中国共产党。2013年，担任全国人大代表。